# Charles-Marie Widor
Charles-Marie Widor (24. februar 1844 – 12. marts 1937) var en fransk komponist, organist og musiklærer.
Hans produktion omfatter værker inden for scenisk genre, 2 symfonier (for orkester), 10 symfonier for soloorgel, orkesterværker, vokalmusik, kammermusik og klavermusik.
I dag huskes han dog mest for sine orgelværker. Især Toccata-satsen fra hans orgelsymfoni nr. 5 er blevet populær og bruges ofte som udgangsmusik ved bryllupper.

## Udvalgte værker
- Symfoni nr. 1 (1870) - for orkester
- Symfoni nr. 2 (1882) - for orkester
- Symfoni Koncertante (1894) - for orgel og orkester
- Sacre Symfoni (1908) - for orgel og orkester
- Symfoni "Antik" (1911) - for orgel og orkester
- 10 Symfonier (1872-1900) - for solo orgel
- 2 Klaverkoncerter (1876, 1906) - for klaver og orkester
- Violinkoncert (1877) - for violin og orkester
- Cellokoncert (1882) - for cello og orkester